# Ostha sileniata
Ostha sileniata är en fjärilsart som beskrevs av Walker 1862. Ostha sileniata ingår i släktet Ostha och familjen nattflyn. Inga underarter finns listade i Catalogue of Life.